# Silas H. Hodges
Silas H. Hodges (* 12. Januar 1804, in Clarendon; † 21. April 1875 in Washington, D.C.) war ein US-amerikanischer Anwalt, Geistlicher und Politiker, der von 1844 bis 1850 State Auditor von Vermont war. Außerdem war er Kommissar des United States Patent and Trademark Office.

## Leben
Silas Henry Hodges wurde in Clarendon, Vermont geboren. Seine Ausbildung machte er an der Brandon Academy und seinen Abschluss im Jahr 1821 am Middlebury College. Er studiert Recht in Rutland erhielt dort seine Zulassung als Anwalt und praktizierte in Rutland bis zum Jahr 1832.
Hodges begann im Jahr 1833 ein Studium am Auburn Theological Seminary und erhielt seine Ordination als Pastor der Kongregationalen Kirche im Jahr 1835. Er war in verschiedenen Gemeinden im südlichen Vermont bis zum Jahr 1841 als Pastor tätig. Danach begann er erneut als Anwalt in Rutland zu arbeiten.
In den Jahren von 1840 bis 1860 war Hodges Mitglied des Middlebury College Board of Trustees.
Im Jahr 1845 Hodges wurde Hodges, der Mitglied der Whig Party war, zum State Auditor gewählt. Seine Amtszeit dauerte bis 1850.
Hodges arbeitete von 1852 bis 1853 Hodges als Under Secretary of Commerce for Intellectual Property. Er wurde im Jahr 1861 zum Chief Examiner at the U.S. Patent Office ernannt, eine Position, die er bis zu seinem Tod innehatte.
Im Jahr 1865 bezeugte Hodges während des Prozesses gegen die Lincoln Attentäter den Ruf von Marcus P. Norton, für die Wahrhaftigkeit seiner Aussage. Norton hatte ausgesagt, dass im März 1865 ein Mann, den er später als Samuel Mudd erkannte, in seinem Zimmer im National Hotel platzte. Norton behauptet, der Mann habe sich entschuldigt und hätte gesagt, dass er dachte, dieses Zimmer würde einem Mann namens Booth gehören. John Wilkes Booth hatte tatsächlich das Zimmer direkt über Norton angemietet. Dies wäre eine Verbindung vor dem Attentat gewesen, denn Mudd behauptete, dass er nicht gewusst habe, wer Booth war, als er den Beinbruch von Booth nach dem Attentat auf Lincoln behandelte.
Hodges starb in Washington, D.C. Sein Grab befindet sich auf dem Rutland Evergreen Cemetery.